# Teck Resources
Teck Resources — канадская горнодобывающая и металлургическая компания. Штаб-квартира находится в Ванкувере, основные активы — в Канаде, США, Перу, Чили и Мексике.

## История
Основным предшественником является золотодобывающее предприятие Teck-Hughes Gold Mines, основанное в 1913 году в посётке Тек (позже ставший Киркленд-Лейк) провинции Онтарио. К 1960-м годах запасы золота иссякли, компанию купил Норман Кивил (Norman Keevil) и перенёс операции в провинцию Британская Колумбия и территорию Юкон, где ещё имелись месторождения золота. Компания была переименована в Teck Corporation, в 1980-х годах расширила деятельность в другие страны, включая почти все страны Америки, Австралию и Африку. В 1986 году была куплена доля в компании Cominco, металлургическом подразделении Канадской тихоокеанской железной дороги. У Teck Corporation и Cominco было несколько совместных проектов по добыче меди и других полезных ископаемых в Канаде и Чили. В 2001 году произошло слияние этих двух компаний под названием Teck Resources.
В 2008 году за 14,1 млрд долларов была куплена угледобывающая компания Fording Canadian Coal Trust, крупнейший в Канаде производитель металлургического угля.

## Деятельность
Подразделения по состоянию на 2022 год:
- Медь — 4 шахты по добыче медной руды в Канаде (Highland Valley Copper), Чили (Carmen de Andacollo и Quebrada Blanca) и Перу (Antamina, 22,5 %), а также 8 проектов на стадии оценки запасов; 270 тыс. т меди в год, выручка $3,4 млрд.
- Цинк — шахта Ред-Дог на Аляске, а также побочный продукт при производстве меди в Перу; один из крупнейших в мире металлургических комбинатов по выплавке цинка и свинца; 650 тыс. т концентрата и 249 тыс. т чистого цинка, выручка $3,5 млрд.
- Уголь — добыча металлургического угля на 4 шахтах в Британской Колумбии (Канада); 21,5 млн т угля в год, выручка $10,4 млрд.

В списке крупнейших публичных компаний мира Forbes Global 2000 за 2023 год Teck Resources заняла 557-е место.